# Criorhina brevipila
Criorhina brevipila är en tvåvingeart som först beskrevs av Friedrich Hermann Loew 1871.  Criorhina brevipila ingår i släktet pälsblomflugor, och familjen blomflugor. Inga underarter finns listade i Catalogue of Life.